# Guido Forti
Guido Forti (* 10. Juli 1940 in Alessandria; † 11. Januar 2013 ebenda) war ein italienischer Automobilrennfahrer und Motorsportmanager. Er war Eigentümer des nach ihm benannten Rennstalls Forti Corse, der unter anderem in der Formel 1 antrat.

## Motorsport
Guido Forti gründete 1977 einen eigenen Rennstall, der zunächst in der Italienischen Formel-Ford-Meisterschaft antrat. 1980 engagierte sich das Team für einige Jahre in der Südamerikanischen Formel-3-Meisterschaft, bevor es in die italienische Serie wechselte. 1987 wurde Franco Forini für Forti italienischer Formel-3-Meister. Im gleichen Jahr begann Fortis Engagement in der Formel 3000, der das Team bis 1994 angehörte. Forti war in diesen Jahren ein fester Bestandteil der von starker Fluktuation gekennzeichneten Formel-3000-Serie. Einen Meistertitel konnte das Team allerdings nicht gewinnen, obwohl es vielfach leistungsstarke Fahrer wie Nicola Larini oder Gianni Morbidelli unter Vertrag hatte.
Im Laufe des Jahres 1992 dachte Guido Forti erstmals über den Aufstieg seines Teams in die Formel 1 nach. Aus Gründen der Werbewirksamkeit erwog er zunächst den Aufbau eines Damenteams um die italienische Rennfahrerin Giovanna Amati; die Pläne ließen sich indes nicht realisieren.

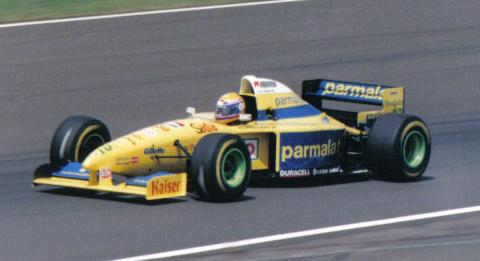
Guido Fortis Rennstall in der Formel 1 (FG01 von 1995)

1994 beteiligte sich der brasilianisch-italienische Geschäftsmann Carlo Ganzia an Guido Fortis Team. Mit finanzieller Unterstützung Ganzias sowie des brasilianischen Rennfahrers Pedro Diniz gelang Forti Corse zu Beginn der Saison 1995 der Aufstieg in die Formel 1. Hier konnte Forti nicht an die bisherigen Erfolge anknüpfen. Das Team bestritt nur 27 Rennen und erzielte dabei keine Weltmeisterschaftspunkte. Seine erste Saison schloss das Team als Drittletzter der Konstrukteurswertung ab. Die zweite Saison konnte es nicht regulär beenden: Bereits im Sommer 1996 musste der Rennstall aufgrund finanzieller Schwierigkeiten schließen. Guido Forti hatte zuvor die Anteilsmehrheit an einen irischen Investor mit der Bezeichnung Shannon Racing verloren.
1997, nachdem ein Rechtsstreit über die Eigentümerstellung am Team zugunsten Shannons ausgegangen war, erlitt Guido Forti einen Herzinfarkt. Nach seiner Genesung leitete Forti 2002 und 2003 ein Team in der Euro Formel 3000, einem Vorläufer der Auto GP World Series.
Guido Forti starb am 11. Januar 2013 im Alter von 72 Jahren.